# هانك هيوز
هانك هيوز (بالإنجليزية: Hank Hughes)‏ هو لاعب كرة قدم أمريكية أمريكي، ولد في 14 مايو 1907 في هونولولو في الولايات المتحدة، وتوفي في 27 ديسمبر 1963.

## وصلات خارجية
- هانك هيوز على موقع قاعة هاواي للمشاهير الرياضية (مؤرشف) (الإنجليزية)